# دن کیشوت (فیلم ۱۹۳۳)
دن کیشوت (انگلیسی: Don Quixote) فیلمی به کارگردانی گئورگ ویلهلم پابست و جان فارو است که در سال ۱۹۳۳ منتشر شد. از بازیگران آن می‌توان به سیدنی فاکس اشاره کرد.